# Нові Месники (комікс)
«Нові Месники» (англ. «New Avengers») — серія коміксів. Оригінальний старт серії відбувся ще у січні 2005 року (Vol. 1). Проте старт публікацій серії, яка згодом буде видана в українському виданні розпочався у 2013 році видавництвом Marvel, і складається з 33 випусків та 8 томів з ними.
Перші два томи були написані Браяном Майклом Бендісом і зображували паралельну версію найвідомішої команди супергероїв Marvel - Месники. Третій був написаний Джонатаном Гікменом і зображував групу персонажів під назвою Ілюмінати. Четвертий написаний Елом Юінґом і зображує колишню науково-терористичну групу A.I.M (скорочено від англ. Avengers Idea Mechanics, досл. «Оперативна ідея Месників») – польову команду, що привласнила собі назву "Нові Месники".
У грудні 2019 року видавництво Північні Вогні, яке вже стало офіційним ліцензатом Marvel, анонсувало випуск третього тому серії у форматі TPB українською мовою.
Перший випуск готується до друку 2019 року, його анонс та презентація відбулася на локальній події для поціновувачів ґік-культури Comxfest.

## Історія
У січні 2013 року, серія Нові Месники була перенумерована з нового тому, сценарій до історій коміксів написав Джонатан Гікмен, а Стів Ептінґ проілюстрував ці історії. Новий том сконцентрувався на могутній групі, відомій як Ілюмінати. У групу входять: Чорний Грім, Капітан Америка, Доктор Стрендж, Залізна Людина, Містер Фантастік і Немор, які зібралися разом, щоб протистояти загрозі вторгнень. Чорна Пантера і Рід Річардс з'ясували, що загальний розпад всесвітів насправді зосереджений на Землі, та викликає зіткнення різних всесвітів один з одним, а оригінальна Земля у центрі цієї події. У третьому випуску, Чорна Пантера, який раніше виступав проти існування Ілюмінатів, приєднується до групи, так само як і Звір, який заповнити місце, яке звільнилось після смерті Професора Ікс. У тому ж номері Капітан Америка покидає команду. У випуску #12, після того, як брат Чорного Грома — Максимус — допоміг Ілюмінатів перемогти армію Таноса, він приєднався до команди. Брюс Беннер також приєднався до команди, а саме у паралельній серії про основну команду Avengers Vol. 5 #28, після того як сам дізнався про те, що всесвіт розпадається.

## Сюжет

### Том 1. Все помирає
Ілюмінати повинні возз'єднатися, щоб запобігти зіткненню нашого всесвіту з іншим! Це блискуча і найпотужніша команда всесвіту Marvel: Чорна пантера, Залізна людина, Доктор Стрендж, Чорний Грім, Містер Фантастік, Немор і Звір — озброєні шістьма Каменями Вічності проти нескінченної кількості паралельних реальностей та земель. Але їх завдання ускладнюється коли у команді присутні "старі ранами", брехня і таємні плани. Коли Ілюмінати переживають своє вторгнення у перший вимір, можуть члени цього вільного братства довіряти один одному настільки, щоб використовувати Камені Вічності злагоджено? І коли вони дізнаються, що Земля є центром смерті всесвіту, чи не означає це, що знищення її може врятувати усі інші реальності? І тут входить пожирач світів — Ґалактус — як Ілюмінати доходять до несподіваного рішення!
У збірку входять New Avengers (Vol. 3) #1-6.

## Склад команди
Хоч перезапущена серія і зберегла назву Нові Месники, але головною командою серії стали — Ілюмінати.
Члени на момент New Avengers Vol. 3 #3.

### Оригінальна команда
| Персонаж         | Справжнє ім'я       | Приєдналися у                                     | Примітки                                        |
| ---------------- | ------------------- | ------------------------------------------------- | ----------------------------------------------- |
| Містер Фантастік | Рід Річардс         | New Avengers #7 (липень 2005) [заснували команду] | Також лідер Фантастичної Четвірки.              |
| Доктор Стрендж   | Стівен Стрендж      | New Avengers #7 (липень 2005) [заснували команду] | Верховний чаклун та захисник Землі.             |
| Неймор           | Неймор МакКензі     | New Avengers #7 (липень 2005) [заснували команду] | Король Атлантиди, вийшов у Avengers Vol. 5 #40. |
| Чорний Грім      | Блекаґар Болтаґон   | New Avengers #7 (липень 2005) [заснували команду] | Король Нелюдей.                                 |
| Залізна людина   | Ентоні "Тоні" Старк | New Avengers #7 (липень 2005) [заснували команду] | Також член Месників.                            |
| Професор Ікс     | Чарльз Ксав'єр      | New Avengers #7 (липень 2005) [заснували команду] | Вбитий у Avengers vs. X-Men #11.                |

### Новобранці
| Персонаж            | Справжнє ім'я                | Приєднався/лися у                       | Примітки                                                                                     |
| ------------------- | ---------------------------- | --------------------------------------- | -------------------------------------------------------------------------------------------- |
| Медуза              | Медусаліз Амеквелін Болтаґон | Avengers Vol. 4 #8                      | Покинула команду у Avengers Vol. 4 #12. Королева Нелюдей та нинішній член Фонду майбутнього. |
| Капітан Америка     | Стів Роджерс                 | Avengers Vol. 4 #12                     | Покинув у New Avengers Vol. 3 #3. Також член Загону Єдності Месників і лідер Месників.       |
| Чорна пантера       | Т'Чалла                      | New Avengers Vol. 3 #1                  | Король Ваканди, головний власник вібранію.                                                   |
| Звір                | Доктор Генрі "Генк" Мак-Кой  | New Avengers Vol. 3 #3 (лютий 2013)     | Успадкував посаду Професора Ікс. Також член Людей-Ікс.                                       |
| Галк                | Брюс Беннер                  | Avengers Vol. 5 #28 (квітень 2014)      | Супер-розумний вчений (як Брюс Беннер). Злий монстр супер-розумний (як Док Ґрін).            |
| Капітан Британія    | Браян Бреддок                | New Avengers Vol. 3 #24 (вересень 2014) | Член Британського Корпусу Капітанів, варти Мультивсесвіту.                                   |
| Мастермайнд Екселло | Амадеус Чо                   | New Avengers Vol. 3 #24 (вересень 2014) | Один з 10 найрозумніших людей у світі.                                                       |
| Жовте жало          | Генрі Джонатан "Генк" Пім    | New Avengers Vol. 3 #24 (вересень 2014) | Кращий вчений землі. Майстер багатьох розмірів.                                              |

## У інших медіа

### Відеоігри
- У Marvel: Ultimate Alliance команда Нових Месників вважається командним бонусом, якщо гравець має будь-яку комбінацію з таких осіб як: Люк Кейдж, Капітан Америка, Залізна людина, Людини-павука, Жінка-Павук або Росомаха у команді.
- У Spider-Man: Web of Shadows Росомаха бореться з Людиною-павуком через те що Пітер носить чорний костюм (симбіот). І щоб довести, що Пітер все ще у своїй свідомості, Росомаха задає ряд питань Людині-павуку, у тому числі "хто відхилив твою кандитатуру на вступ до Нових Месників" (відповідь — Шибайголова).
- У Marvel: Ultimate Alliance 2 склад Нових Месників також вважається командним бонусом, якщо гравець має у своїй команді з чотирьох героїв будь-яку комбінацію таких персонажів як: Люк Кейдж, Залізний Кулак, Залізна Людина, Пані Марвел, Людина-павука або Росомаха.

## Українські видання
| # | Назва                                                                                      | Включенні випуски                                       | Дата публікації                                 | Сторінки                    | Дата публікації                                    |
| - | ------------------------------------------------------------------------------------------ | ------------------------------------------------------- | ----------------------------------------------- | --------------------------- | -------------------------------------------------- |
| 1 | - США - New Avengers Vol. 1: Everything Dies - Україна - Нові Месники Том 1. Все помирає   | - New Avengers (Vol. 3) #1-6                            | - США - 16 липня 2013 - Україна - 1 червня 2019 | - США - 152 - Україна - 140 | - - ISBN 978-0785168362 - - ISBN 978-966-97700-7-3 |
| 2 | - США - New Avengers Vol. 2: Infinity - Україна - Нові Месники Том 2. Нескінченність       | - New Avengers (Vol. 3) #7-12                           | - США - 14 лютого 2014 - Україна - 2019         | - США - 152 - Україна - N/A | - - ISBN 978-0785168379 - - ISBN                   |
| 3 | - США - New Avengers Vol. 3: Other Worlds - Україна - Нові Месники Том 3. Інші світи       | - New Avengers (Vol. 3) #13-17                          | - США - 1 липня 2014 - Україна - 2020           | - США - 136 - Україна - N/A | - - ISBN 978-0785154846 - - ISBN                   |
| 4 | - США - New Avengers Vol. 4: Perfect World - Україна - Нові Месники Том 4. Прекрасний світ | - New Avengers (Vol. 3) #18-23                          | - США - 18 листопада 2014 - Україна - 2020      | - США - 144 - Україна - N/A | - - ISBN 978-0785154853 - - ISBN                   |
| 1 | - США - Avengers: Time Runs Out, Vol. 1 - Україна - Avengers: Time Runs Out. Том 1         | - Avengers (Vol. 5) #35-37 New Avengers (Vol. 3) #24-25 | - США - 14 січня 2015 - Україна - N/A           | - США - 144 - Україна - N/A | - - ISBN 978-0-7851-9341-8 - - ISBN                |
| 2 | - США - Avengers: Time Runs Out, Vol. 2 - Україна - Avengers: Time Runs Out. Том 2         | - Avengers (Vol. 5) #38-39 New Avengers (Vol. 3) #26-28 | - США - 25 березня 2014 - Україна - N/A         | - США - 136 - Україна - N/A | - - ISBN 9780785193722 - - ISBN                    |
| 3 | - США - Avengers: Time Runs Out, Vol. 3 - Україна - Avengers: Time Runs Out. Том 3         | - Avengers (Vol. 5) #40-42 New Avengers (Vol. 3) #29-30 | - США - 13 травня 2014 - Україна - N/A          | - США - 128 - Україна - N/A | - - ISBN 9780785192220 - - ISBN                    |
| 4 | - США - Avengers: Time Runs Out, Vol. 4 - Україна - Avengers: Time Runs Out. Том 4         | - Avengers (Vol. 5) #43-44 New Avengers (Vol. 3) #31-33 | - США - 17 червня 2015 - Україна - N/A          | - США - 152 - Україна - N/A | - - ISBN 9780785192244 - - ISBN                    |